# Débora Diniz
Débora Diniz (Maceió, Alagoas, Brasil, 1970) és una antropòloga brasilera que treballa en projectes d'investigació sobre bioètica, feminisme, drets humans i salut. És professora de Teoria general, Sociologia i Filosofia del Dret de la Universitat de Brasília, i activista pels drets reproductius. Els seus documentals sobre avortament, matrimoni igualitari, estat laic i recerca amb cèl·lules mare han rebut molts premis nacionals i internacionals.

## Trajectòria
Es graduà en Ciències Socials per la Universitat de Brasília (1992), i es doctorà en antropologia al 1999. Va realitzar estades en universitats com la de Rio de Janeiro (2003), en la Facultat de Dret de la Universitat de Toronto (2010) i en la Universitat de Michigan (2010).
És professora associada del departament de Teoria general, Sociologia i Filosofia del Dret de la Universitat de Brasília i investigadora d'Anis (Institut de Bioètica, Drets Humans i Gènere), del qual fou cofundadora, i té com a prioritat democratitzar i popularitzar la informació en bioètica al Brasil des d'una perspectiva feminista. Forma part, a més a més, de l'Associació Internacional de Recerques Feministes per a la Bioètica i de l'Associació Internacional de Bioètica.
Col·labora amb grups com ara: arxiu, institucions i discurs; drets humans, drets sexuals i discriminació; feminisme i drets polítics, i sobre discriminació i desigualtat.
Pertany a algunes organitzacions internacionals de bioètica, com ara l'Associació Bioètica Internacional, la Coalició Internacional per a la Salut de la Dona i el Council on Health Research for Development.
El 2010 dirigí un estudi de la Universitat de Brasília sobre ensenyament religiós al Brasil, en què es conclou que es fomenten els prejudicis i la intolerància religiosa i que els llibres de text emprats a les escoles públiques promouen l'homofòbia i es dediquen a predicar el cristianisme.
El 2016, després de la crisi per l'augment de contagis del virus del Zika, ha reclamat respecte als drets de les dones: “Cal avançar en la idea que per a legislar i crear qualsevol política pública en l'àrea de la reproducció s'han d'escoltar i garantir els drets de les dones”.
Com a documentalista, les seues pel·lícules han rebut més de 50 premis. Un dels seus documentals sobre l'avortament fou la primera pel·lícula que es va veure en una audiència pública del Tribunal Suprem.

## Premis
- 2009: Desé premi dels Drets Humans, per la Universitat de São Paulo en la categoria individual per "la seua contribució a la difusió, a la disseminació, i a la divulgació dels Drets Humans al Brasil".[9]
- 2002: Premi Manuel Velasco-Suárez en Bioètica de la Fundació Panamericana de la Salut i Educació, pel seu projecte de recerca Informació genètica i Justícia: un repte bioètic.[10]

## Publicacions
- Induced abortion among Brazilian female sex workers: a qualitative study. Ciência e Saúde Coletiva MADEIRO, Alberto Pereira; DINIZ, Debora. (Imprés) v. 20, p. 587-593, 2015.

- A arquitetura de uma ação em três atos: anencefalia no STF. Direito.UnB. Revista de Direito da Universidade de Brasília, v. 1, p. 161-183, 2015.
- A judicializaçâo da saude no Distrito Federal, Brasil. Ciência e Saúde Coletiva, 2014
- Conscientious objection, barriers, and abortion in the case of rap: a study among physicians in Brazil. Reproductive Health Matters. 141-148, 2014.
- O Escândalo da homofòbia - Imagens de vítimas e sobreviventes. Revista Eco-Pós (en línia), v. 17, p. 1-19, 2014
- Histórias de aborto provocado entre adolescentes em Teresina, Piauí, el Brasil. Ciência e Saúde Coletiva (imprés), v. 18, p. 2311-2318, 2013
- Cytotec e aborto: a polícia, os vendedores e as mulheres. Ciência e Saúde Coletiva (imprés), v. 17, p. 1795-1804, 2012.
- Consequências da judicialização das políticas de saúde: custos de medicamentos para as mucopolissacaridoses. Cadernos de Saúde Pública DINIZ, Debora; MEDEIROS, Marcelo; SCHWARTS, Anada Vanessa D. v. 28, p. 479-489, 2012.
- O comércio de medicamentos de gênero na mídia impressa brasileira: misoprostol e mulheres. Cadernos de Saúde Pública DINIZ, Debora; CASTRO, Rosana. (ENSP. Imprés), v. 27, p. 94-102, 2011.
- Entre a Dúvida e o Dogma: Liberdade de Càtedra e Universides Confessionais no Brasil. Brasília/Porto Alegre: LetrasLivres/Editora Livraria do Advogado, 2006. v. 1. 216p

## Documentals
- 2005 Uma História Severina (Una història Severina)
- 2005 Hábeas Corpus
- 2006 À Margem do Corpo (Al marge del cos)
- 2006 Quem são Elas? (Qui són elles?)
- 2007 Solitário Anônimo (Solitari anònim)
- 2009 A Casa dos Mortos (La casa dels morts)